# 派茨
派茨（德語：Peitz，發音：[paɪts] ⓘ）是德国勃兰登堡州施普雷-尼斯县的城市，面积13.49平方千米，2023年12月31日人口为4,452人。
该市位于科特布斯东北13公里处，四周淡水湖泊环绕，捕鱼业非常出名。派茨曾经是勃兰登堡和萨克森州的边界，以前有坚固的砖砌炮兵工事，其历史可追溯到16世纪。目前只有一小部分被保留。